# George Formby
George Formby, egentligen George Hoy Booth, född 26 maj 1904 i Wigan, Lancashire, död 6 mars 1961 i Preston, Lancashire, var en brittisk sångare, musiker, skådespelare och komiker. 

## Biografi

### Musik
George Formby blev spådd en framtid som professionell jockey, och red sitt första race vid blott tio års ålder. Hans far George Formby Sr. (1875-1921), var en framstående komiker och sångare inom music hall, från vilken han senare tog sitt artistnamn. Sonen hann aldrig se sin far uppträda, men när fadern avlidit 1921 övergav han jockeykarriären. Istället tog han sin fars material, började sjunga och spela själv och blev minst lika populär som sin far.
Först spelade han ukulele på sin fritid, men en bekant slog vad med honom om att han inte skulle duga att spela offentligt på den, vilket fick till följd att det var just det Formby gjorde. Formby blev känd som "The Ukulele Man" men var minst lika känd för sitt spelande av banjolele. George Formby spelade in sin första skiva 1926, och under de nästkommande åren spelade han in flera av de sånger som pappan gjort succé med. 

### Film och senare liv
Redan 1915 spelade George Formby in stumfilmen By the Shortest of Heads. Den senare filmkarriären tog dock fart i och med filmen Boots! Boots! från 1934. I och med den svenska premiären av filmen It's in the Air under namnet Flygmalajen fick han smeknamnet Flygmalajen i Sverige. Flera äldre filmer fick därefter också svenska titlar med ordet Flygmalajen i sig (se filmografin nedan). Runt 1940 var Formby Englands mest välbetalda artist, med en årsinkomst på över 100 000 pund. 
George Formby besökte Sverige två gånger, den 14 maj 1946 och den 7 maj 1950, då han båda gångerna uppträdde på Nöjesfältet som låg vid Allmänna gränd, mitt emot Gröna Lund. 
Redan 1951 fick Formby sin första hjärtattack, som han klarade sig ur. År 1960 avled hans hustru, den tidigare dansaren Beryl Ingham i leukemi och 1961 dog han själv på sjukhus, efter en sista hjärtattack. Drygt 100 000 människor följde honom till hans sista vila.

### Utmärkelser och minnen
Han erhöll Brittiska imperieorden 1946.
Det finns en bronsstaty av George Formby lutad mot en lyktstolpe på Ridgeway Street, nära korsningen vid Lord Street, i Douglas, Isle of Man. Den 15 september 2007 avtäcktes ytterligare en bronsstaty och detta i Formbys födelsestad i Wigan, Lancashire, i köpcentrumet Grand Arcade.

## Filmografi
- By the Shortest of Heads (1915)
- Boots! Boots! (1934)
- Off the Dole (1935)
- No Limit (1936)
- Snurren direkt (1936; Keep Your Seats, Please)
- Flygmalajen frisksportar (1937; Keep Fit)
- Formby i toppform (1937; Feather Your Nest)
- Flygmalajen (1938; It's in the Air)
- På hal is (1938; I See Ice)
- Formby klarar skivan (1939; Trouble Brewing)
- Flygmalajen till häst (1939; Come on George!)
- Flygmalajen till sjöss (1940; Let George Do It)
- Akta're för polisen (1941; Spare a Copper )
- Formbys finurliga fru (1941; Turned Out Nice Again)
- Dubbelgångaren från Sydamerika (1942; South American George)
- Much Too Shy (1942)
- Flygmalajen i hemvärnet (1943; Get Cracking)
- Flygmalajen rensar stan (1944; He Snoops to Conquer)
- Flygmalajen i flottan (1944; Bell-Bottom George)
- De' va' inte jag (1945; I Didn't Do It)
- Flygmalajen muckar (1946; George in Civvy Street)

## Formbys studioinspelningar (i kronologisk ordning)
- The Man Was A Stranger To Me
- Rolling Around Piccadilly
- John Willie's Jazz Band
- I Parted My Hair In The Middle
- John Willie Come On
- I Always Was A Willing Youn Lad
- All Going Back
- In The Congo
- Our House Is Haunted
- Do De O Do
- Chinese Laundry Blues
- The Old Kitchen Kettle
- I Told My Baby With The Ukulele
- If You Don't Want The Goods, Don't Maul'Em
- John Willie At The Licensing Office
- I Could Make A Good Living At That
- Let's All Go To Reno
- Why Don't Women Like Me?
- Running Round The Fountain In Trafalgar Square
- Sitting On The Ice In The Ice Rink
- Levi's Monkey - Mike
- With My Little Ukulele In My Hand
- As The Hours And The Days And The Months And The Years Go By
- She's Never Been Seen Since Then
- Swimmin' With The Wimmin'
- Sunbathin' In The Park
- The Wedding Of Mr Wu
- I Went All Hot And Cold
- Baby
- My Ukulele
- Believe It Or Not
- In A Little Wigan Garden
- You Can't Keep A Growing Lad Down
- It's No Use Looking At Me
- John Willie's Jazz Band
- There's Nothing Proud About Me
- The Best Of Schemes
- Madame Moscovitch
- John Willie Goes Carolling
- Fanlight Fanny
- The Fiddler Kept On Fiddling
- Share And Share Alike
- I Do Do Thing, I Do
- The Pleasure Cruise
- The Isle Of Man
- The Wash House At The Back
- Riding In The TT Races
- Gallant Dick Turpin
- A Farmer's Boy
- Radio Bungalow Town
- George Formby Medley (part 1 & 2)
- Ring Your Little Bell
- Quick-Fire Medley
- The Window Cleaner
- Sitting On The Sands All Night
- Keep Your Seats, Please
- Five And Twenty Years
- Dare-Devil Dick
- Bunkum's Travelling Show
- I'm A Froggie
- The Ghost
- Oh Dear, Mother
- You're A Li-a-ty
- When We Feather Our Nest
- With My Little Stick Of Blackpool Rock
- Hindoo Man
- Trailing Around In A Trailer
- Said The Litle Brown Hen
- My Little Goat And Me
- Trailer For "Keep Your Seats, Please"
- The Lancashire Toreador
- My Plus Fours
- Easy-Going Chap
- The Window Cleaner No 2
- Somebody's Wedding Day
- I Don't Like
- Keep Fit
- Biceps, Muscle And Brawn
- Leaning On A Lamp Post
- Hi-Tiddley-Hi-Ti Island
- Trailer For "Keep Fit"
- You Can't Stop Me From Dreaming
- She Can't Say No
- Remember Me
- Maybe I'll Find Somebody Else
- Does Your Dream Book Tell You That?
- Like The Big Pots Do
- I Blew A Little Blast On MY Whistle
- Wunga Bunga Doo
- Have You Ever Heard This One?
- Springtime's Here Again
- Noughts And Crosses
- The Joo-Jah Tree
- Mother, What'll I Do Now?
- In My Little Snapshot Album
- Our Sergeant-Major
- They Can't Fool Me
- It's In The Air
- Sitting Pretty With My Fingers Crossed
- Tan Tan Tivvy Tally-Ho
- I Wonder Who's Under Her Balcony Now
- Kiss Your Mansy Pansy
- Rhythm In The Alphabet
- Frigid Air Fanny
- Little Wooden Tollshed In The Garden
- Hill Billy Willie
- It's Turned Out Nice Again
- I Can't Tell It By My Horoscope
- Hitting The High Spots
- Swing It George (part 1 & 2)
- I'm The Husband Of The Wife Of Mr Wu
- It's A Grand And Healthy Life
- Goodnight, Little Fellow, Goodnight
- Pardon Me
- I'm Making Headway Now
- I Couldn't Let The Stable Down
- Dan, The Diary Man
- The Blue-Eyed Blonde Next Door
- The Low-Down Lazy Turk
- The Lancashire Hot-Pot Swingers
- Swinging Along
- A Lad From Lancashire
- The Lancashire Romeo
- Imagine Me In The Maginot Line
- Grandad's Flannelette Nightshirt
- Mr Wu's A Window Cleaner Now
- Count Your Blessins And Smile
- Oh! Don't The Wind Blow Cold
- You've Got Something There
- I Always Get To Bed By Half-Past Nine
- On The Wigan Boat Express
- Down The Old Coal Hole
- I'm The Ukulele Man
- On The Beat
- Letting The New Year In
- Bless 'Em All
- Guarding The Home Of The Home Guards
- I Wish I Was Back On The Farm
- Formby Favourites For The Forces
- Thanks, Mr Roosevelt
- Bless 'Em All (version 2)
- It Might Have Been A Great Deal Worse
- You'd Be Far Better Off In A Home
- I Did What I Could With My Gas Mask
- Delivering The Morning Milk
- The Emperor Of Lancashire
- You Can't Go Wrong In These
- Auntie Maggie's Remedy
- You're Everything To Me
- I'd Do It With A Smile
- The Left-Hand Side Of Egypt
- Who Are You A-Showing Of?
- The Barmaid At The Rose And Crown
- I Played On My Spanish Guitar
- Swing Mama
- George Formby's Crazy Records 1 & 2
- Formby Film Favourites 1 & 2
- Katy Did, Katy Didn't
- Frank On His Tank
- Smile All The Time
- Out In The Middle East
- Andy The Handy Man
- They Laughed When I Started To Play
- Talking To The Moon About You
- Got To Get Your Photo In The Press
- Mr Wu's An Air Raid Warden Now
- Sally The Salvage Queen
- Thirty Thirsty Sailors
- Hold Your Hats On
- The Cook House Serenade
- You Can't Love Two Girls At The Same Time
- Under The Blasted Oak
- When The Lads Of The Village Get Crackin
- When The Waterworks Caught Fire
- The Baby Show
- Home Guard Blues
- Oh! You Have No Idea
- Spotting On Top Of Blackpool Tower
- Sentimental Lou
- British Isles Medley
- American Medley
- On The HMS Cowheel
- Bunty's Such A Big Girl Now
- It Serves You Right (You Shouldn't Have Joined)
- If I Had A Girl Like You
- Swim, Little Fish
- Bell Bottom George
- The "V" Sign Song
- The Old Cane Bottom Chair
- Our Fanny's Gone All Yankee
- Unconditional Surrender
- Blackpool Prom
- Mr Wu's In The Air Force
- The Dancing Young Man
- I'd Like A Dream Like That
- She's Got Two Of Everything
- Up In The Air And Down In The Dumps
- Excerpt From "Get Cracking"
- You Don't Need A Licence For That
- The Mad March Hare
- It Could Be
- We've Been A Long Time Gone
- Auntie Maggie's Remedy
- Leaning On A Lamp Post
- When I 'm Cleaning Windows
- Come Hither With Your Zither
- Saving Up For Sally
- Pleasure Cruise
- Ordinary People
- Zip Goes A Million
- It Takes No Time To Fall In Love
- Nothing Breaks But The Heart

## Alternativtagningar inspelade 1932-1944 (utgivna 2005)
- Do De O Do
- Chinese Laundry Blues
- Baby
- You Can't Keep A Growing Lad Down
- You Can't Keep A Growing Lad Down
- It's No Use Looking At Me
- John Willie's Jazz Band
- There's Nothing Proud About Me
- Madame Moscowitch
- Sitting On The Sands All Night
- Dare-Devil Dick
- The Ghost
- Mother, What'll I Do Now?
- Hitting The High Spots
- Under The Blasted Oak
- Oh! You Have No Idea
- The "V" Sign Song